# Alnus lanata
Alnus lanata — вид квіткових рослин з родини березових. Поширення: Китай (Сичуань).

## Біоморфологічна характеристика
Це дерево заввишки до 20 метрів. Кора жовто-сіра, гладка. Гілочки сіро-коричневі або пурпурувато-коричневі, смугасті, в молодому віці густо жовто-коричнево-повстяні. Ніжка листка 1–2 см, густо жовто-коричнево повстяна у молодому віці, стає рідко запушеною в борозенках. Листкова пластинка оберненояйцеподібно-довгаста або довгаста, 5–14 × 3–8 см, знизу густо жовто-коричнево-повстяна, зі щільними смолистими залозами, зверху рідко ворсинчаста, основа майже округла, рідко широко клиноподібна, край нерівномірно дрібно-пилчастий, верхівка різко загострена; бічні жилки 10–13 з кожного боку від середньої жилки. Жіноче суцвіття 1, довгасте, 1.5–4 × 0.8–2 см. Горішок овально-еліптичний, ≈ 3 мм, з перетинчастими крильцями ≈ 1/2 ширини горішка. Цвітіння: травень — липень, плодіння: серпень і вересень.

## Середовище
Зростає на висотах від 1600 до 2300 метрів. Зустрічається на берегах річок у гірських лісах. Загрози невідомі.

## Використання
Використання невідоме.